# حافظ جميل
حافظ بن عبد الجليل بن أحمد آل جميل (1326- 1405 هـ / 1908- 1984م) شاعر عراقي لقّب بأبي نواس بغداد أو أبي نواس القرن العشرين، يعد من أعلام الشعر العربي في القرن العشرين ولد وتوفي في بغداد.

## سيرته
ولد حافظ بن الشيخ عبد الجليل بن أحمد بن عبد الرزاق بن خليل بن عبد الجليل بن جميل في بغداد من أسرة آل جميل العريقة المحافظة الشامية الأصل، التي جاءت إلى العراق واستوطنت بغداد، ونشأ في بيئة محافظة. 
تلقى تعليمه قبل الجامعي في مدارس بغداد، ودرس علوم العربية على أبيه الشيخ عبد الجليل، وعلى بعض أعلام الأدب، منهم منير القاضي، وقرض الشعر صبيًّا حين أصدر (الجميليات)، وهو لا يزال على مقاعد الدراسة الثانوية. لكنه لم يكد يبلغ السابعة عشرة من عمره حتى شدَّ الرحال إلى بيروت التي أثَّرت فيه كثيرًا، فالتحق بالجامعة الأمريكية في بيروت، وأنشأ مع زملائه فيها (دار الندوة)، كانوا يجتمعون حينًا بعد حين فيشتركون في نظم قصائدَ شعرية معًا، ويوقعونها بأسماء مستعارة؛ فاختار زميلهم الفلسطيني إبراهيم طوقان لقبَ (العباس بن الأحنف)، واختار زميلهم الحمَوي وجيه البارودي لقب (ديك الجن)، واختار زميلهم البيروتي عمر فروخ لقب (صريع الغواني)، أما حافظ جميل فاختار لقب (أبي نُواس). وكان زميلهم نديم بارودي  يدوِّن وقائع الجلَسات، فلقَّبوه بـ (الأصمعي) لأنه كان يروي أخبار الشعراء. ودرس التاريخ الطبيعي في كلية العلوم وتخرج فيها عام 1929. 
عُيِّن مدرسًا في الثانوية المركزية ببغداد، ثم في دار المعلمين الابتدائية، ثم تنقَّل في وظائفَ إدارية، إلى أن تقاعد وهو مفتش عام في البريد. كان عضوًا مؤسسًا لاتحاد المؤلفين والكتَّاب العراقيين. منحه لبنان وسام الأرز عام 1960، وأقيم له حفل تكريمي في بغداد عام 1975.

### تفاصيل حياته
وهاهنا ندعه يفصِّل أكثر عن نشأته (في لقاء أجراه الصحفي الراحل رشيد الرماحي ونشر عام 1977م في جريدة ألف باء) يقول الرماحي:
«قال لي: إنه منذ عام 1963 أجريت له ثلاث عمليات جراحية في كلتا عينيه، وقبل عام من الآن فقد اليسرى تمامًا، واستعان بعدسة لليمنى كي تساعدَه على القراءة والكتابة. ونظرًا لتدهور صحته فقد بَرِمَ بالحياة وأصبح يشكو، وهو يردِّد مطلعَ آخر قصائده..
أعني فليس الرز هينا لاصبرا ودع عبرتي منهلاً لتعبيرا
أبى الله إلا أن يدب بي الفنا وتبلى عظامي قبل أن أسكن الثرى».
«حافظ جميل الذي نظم أكثر من 200 قصيدة خلال نصف قرن نشرت فيه خمسة دواوين معظمها أصبح مفقودا الآن.. بدأ في الغزل وانتهى متصوفا بسبب حبه الأول لقصيدته الوجدانية الأولى وكاد يطرد من الجامعة وهو شاب في الثامنة عشرة من العمر..عندما سمع الرصافي القصيدة تنبا له بأن يكون شاعرا كبيرا في العراق مستقبلا.. ويوم قرأها على شوقي رشحه خليفة له فيما قال آخرون عن شعره إنه يجمع بين ديباجة المتنبي وفلسفة المعري.. ثائر بأربعة شعراء في مقدمتهم أبو نؤاس الذي يخالفه في خمرياته المجونية بعكس دعوته هو للتوبة والغفران من خلال كاس الخمر».
«ولدت في محلة قنبر على سنة 1908 درست الابتدائية في مدرسة السلطاني إبان الحرب العالمية الأولى وبعد سقوط بغداد دخلت المدرسة الحيدرية وكان مديرها يومئذ المرحوم عبد المجيد زيدان وفي هذه المدرسة كنت على موعد مع الشعر والحب معا.. اتجهت إلى الشعر عن طريق الحفظ والإلقاء أمام طلاب ليصفقوا لي، دخلت الثانوية عام 1921 وبعد عامين أصدرت ديواني الأول الجميليات وكانت قيمته روبية واحدة ولا أنسى هنا جهود أستاذي المرحومين طه الراوي ومنير القاضي في تصحيح بعض أبيات ديواني الأول، وفي سنة 1925 التحقت بالجامعة الأمريكية ببيروت (الحديث ما زال للشاعر جميل) وتعرفت خلال سني دراستي على طلبة ينظمون الشعر منهم المرحوم إبراهيم طوقان ود. وجيه البارودي.د. عمر فروخ.. كنا أربعة ننظم قصائد مشتركة حتى تجمعت على شكل ديوان سميناه (الديوان المشترك) ولكنه فُقِد ولم يطبع مع الأسف الشديد».

## شعره
له خمسة دواوين:
- «الجميليات» (جـ1) - مطبعة دار السلام - بغداد 1924 (قدم له أستاذه منير القاضي)
- «نبض الوجدان» - مطبعة الرابطة - بغداد 1957 (قدم له خالد الدرة، صاحب مجلة الوادي البغدادية)
- «اللهب المقفى» - دار الجمهورية - مطبوعات وزارة الثقافة والإرشاد - بغداد 1966 (قدم له منير القاضي وبدوي طبانة)
- «أحلام الدوالي» - مطبعة الأديب، منشورات وزارة الإعلام - بغداد 1972
- «أريج الخمائل» - منشورات وزارة الإعلام، بغداد 1977 (قدم له عبد الرزاق محيي الدين).

ينداح الشعر الوطني عنده ليشمل التاريخ والسياسة والغناء لبغداد، وتمتد خمرياته لتتسع لذكريات شبابه وأسى شيخوخته وقلقه على مصير شعره. يتجلى في كل إبداعه خصوصية شعوره وشجاعة مواقفه واعتزازه بذاته، وإنه وإن التزم بالموزون المقفى فقد كانت لغته، وصوره، وإيقاعاته.. أقرب إلى دعوات التجديد، وإن قصائده الخمرية لتؤكد قدرته على أن يبدع في الموضوع المطروق حتى يتجاوز المألوف.

## أعماله
ترجم إلى العربية كتاب: «عرفت ثلاثة آلاف مجنون» - تأليف فكتور آرسمول - عن الإنجليزية، بالاشتراك - مطبعة التفيض الأهلية - بغداد 1944.

## من أشعاره
كتبت عنه هناء جواد (التي تربط والدها صداقة حميمة مع الشاعر) قائلة:
يشتهر شعر حافظ جميل بغزلياته وخمرياته التي يعبِّر فيها عن قلب فتًى لا يؤمن بالهرم، وعاطفة مرهفة، لقد عاش سنَّ الكهولة بالآمال ويترقب (ليالي لبنان):
ويكتب عن اللوعة إلى الحبيبه قائلًا:
ويسخط لجفاء الحبيبة فيخاطبها قائلًا:
ويناجى وينشد قائلًا:
وشعر حافظ جميل بعد ذلك في لبنان وفي بغداد سائر على الألسنة، محبب إلى القلوب فبغداد ولدته وذكريات الطفولة الجميلة ونشأته وصباه، فلا غرابة أن يخاطبها ويتغزل بجمالها:
ومن أشهر قصائده قصيدة ياتين لغزليتها الرقيقة فقد اختار المطرب المعروف ناظم الغزالي ابياتا منها ليلحنها له الموسيقار الفذ (ناظم نعيم) من مقام الدشت فقام الغزالي بغنائها.
تقول كلماتها:
والشاعر يتغزل بمدينة الحدباء الموصل (الواقعة في شمالي العراق حيث كان يعمل) قائلًا:
أما لبنان فهو المرتع الروحى له لا يفتأ يشيد بمحاسنه ومحامده فكان كهف مشيبه وهو يقول:
ويقول أيضًا في لبنان:
يقول الأديب يعقوب المسكوني: «تدعو أشعاره إلى العطف والرحمة والحكمة والشجاعة مثل (صرخة الشريد) و(فموكب العيد) و(الجميل الضائع) و(حق القوي) و(تحت الدخان وضحايا الالام)». وقد اخترت بعضًا من الأبيات من قصيدة صرخة الشريد):
ومن قصيدة «من أصنام المال» 

## قالوا عنه
عن شاعر الهوى والشباب أقام بيت المدى فعاليته يوم الجمعة الموافق 20-05-2011 والتي قدمها الإعلامي رفعت عبد الرزاق في حديث قصير سلط فيه الضوء على حياة الشاعر وقام نخبة من الأدباء والمثقفين بالحديث عنه قائلين:

#### عبد الحميد الرشودي: ولد متمردًا لأب من أكبر فقهاء عصره
الباحث والمحقق عبد الحميد الرشودي أكد ان الكثير من النقاد يجهلون نشأة حافظ جميل لأنه عاش في الظل فترة طويلة بعيدا عن الإعلام والدعايات، ولد هذا الرجل في أسرة عريقة من أسر بغداد، تنتمي إلى عبد الغني زادة، ولد حافظ لأب كان من أكبر فقهاء العصر وهو الشيخ عبد الجليل آل جميل زادة، كان هذا الرجل مدرسا، ولد له هذا المولود المتمرد في مطالع القرن ومن الشائع أنه ولد عام 1908، إلا أنه أكبر من ذلك يعود إلى عام 1901 أو 1902، أكمل دراسته الابتدائية والثانوية وأوفد إلى الجامعة الأمريكية ودرس وتخصص في علوم الطبيعيات وأكمل دراسته سنة 1926 وعاد إلى وطنه وزاول التدريس في الإعدادية المركزية ودرس مادة خارج اختصاصه درس الدب العربي، ثم بعد ذلك تنقلت به الحال وانتمى إلى إدارة المواصلات وتولى مديرية البرق والبريد وكالة وهكذا تقلبت به الأحوال، وعندما سئل بمن تأثرت قال: تأثرت بأبي نواس.

#### هشام الفتيان: حكايتي معه بدأت في الجمعية البغدادية
المحامي هشام مالك الفتيان قال: «بدأت علاقتي بالشاعر حافظ جميل عام 1974، إذ التقيت به مع جملة من الأصدقاء في الجمعية البغدادية التي كانت تتخذ من بيت حكمت سليمان رئيس الوزراء العراقي الأسبق مقرا لها، كنا نلتقي في هذا النادي كل يوم اثنين التقيت به وكان المرحوم صالح الحداد أحد أساتذة كلية الإدارة والاقتصاد هو الذي يقود الشاعر حافظ جميل لأنه كان يشكو من عينه إذ كان قد تجاوز الخامسة والسبعين من عمره، ومن الذكريات التي لا زلت احتفظ بها هي أنه دائما كان يقول عندما يرى أصدقاءه: أنا مريض أجلسوا بالقرب مني فقد لا أراكم مرة أخرى ويبدأ بالحديث العذب عن الشعر والشعراء، وقد لا يعرف الكثيرون ان الشاعر جميل عمل في الصحافة مع صديقة خالد الدرة وله كتابات كثيرة أتمنى أن ينتبه إليها الباحثون.»

#### شكيب كاظم: شاعر الغزل والعاطفة والجمال
الناقد شكيب كاظم سلط الضوء على خصائص شعر حافظ جميل قائلا: «إذا أراد باحث الحديث عن شعر الغزل والعاطفة والجمال والمرأة، فلا بد من أن يقف طويلاً عند الشاعر حافظ جميل، فهذا الرجل الذي يذكرني بشعراء الغزل، منذ أن كان في الدنيا غزل ونسيب وتشبيب إلى يوم الناس هذا منذ أيام امرئ القيس وعمر بن أبي رقية وابن الفراس وجميل بثينة ومجنون ليلى وصاحب لبنى قيس بن ذريع والعباس بن الاحنف أو نزار قباني والشاعر الغريد عبد الخالق فريد، وإذا كان الغزل يأتي تماماً عند بعض الشعراء فحافظ جميل قد أوقف شعره على هذا الجانب لا يكاد يبارحه إلى ألوان الشعر الأخرى، وظل على مدى عقود مقيداً في محراب الجمال والنساء والحان والخمر، فهو من الشعراء الذين جعلوا نصب أعينهم الجمال والعشق وحب الحياة، ما شاءهم الهوى منتقلين أفئدتهم وقلوبهم عند تخوم الجمال والإنس واللذائذ، منذ عام 1957، اصدر ديوانه الشعري الجميل الذي اسماه (نبض الوجدان) وخط إطاراته الداخلية الفنان متعدد المواهب، رسماً ونحتاً وخطاً، وكتابة للقصة الفنان يحيى جواد، واصدر شاعر الأنس والجمال خلال أربعة عقود عدداً من المجاميع الشعرية أوقفها على الحب والغزل والخمر، وما زالت في الذاكرة أبياته الشعرية التي غناهـا ناظم الغزالي.
يا تين يا توت يا رمان يا عنب
شاعر الغزل حافظ جميل يذكرني بشاعر الهوى والجمال عبد الخالق فريد، الذي هو الآخر، ما غادر دنيا الغزل والغرام، كما يذكرني بالقاص الذي لم يعطه النقد المؤدلج حقه، واعني به القاص حازم مراد، الذي أعده إحسان عبد القدوس العراق، تحية لذكرى شاعر الهوى والجمال حافظ جميل وشكراً للمدى على استذكارها شواخص العراق.»

#### أيمن فيصل: شاعريته لا تحدها حدود
الناقد أيمن فيصل كان آخر المتحدثين، حيث تحدث عن شاعرية حافظ جميل قائلا: «في الحقيقة والواقع أشعر بالفخر والاعتزاز وأنا أكتب وأقرأ نبذة مختصرة عن حياة الشاعر الكبير حافظ جميل الذي يلقبه البعض بأبي نواس بغداد، لقد تأثرت كثيرا بحافظ جميل وبشعره فقررت ان اكتب شيئا مختصرا وبكل امانة عن حياته وشعره.
كان حافظ جميل سريع البديهية، طويل النفس، كثير التصحيح لشعره، والرجوع إليه لينتقد القصيدة التي ينظمها نقدا قاسيا ويزن كلماتهما وأبياتها وفق الميزان الشعري كما يوزن الذهب الخالص في ميزانه وكما كان يفعل زهير بن أبي سلمى في حولياته ومروان بن أبي حفص في مديحه، وكما كان يفعل الشاعر الأديب الفرنسي غوستاف فلوبير صاحب التربية العاطفية، ولقد تأثر حافظ جميل بشعر ابي نؤاس وابن الرومي والمتنبي.»
واختتم الناقد فيصل حديثه قائلا:« إن حافظ جميل هو ذلك المحيط الزاخر في إبداعاته وابتكاراته في ميادين الشعر، فشاعريته لا تحدها حدود، وقد حاز شعره قصب السبق في غالبية أبوابه وأغراضه، فمن نسيب وغزل إلى وصف وتصوير إلى نقد ورثاء إلى حماية وفخر إلى خمريات إلى صوفيات إلى أخلاق مواعظ وحكم.
وأخيراً أقول أن حافظ جميل يجمع في شعره صفات الشاعر والمصور والرسام والمؤرخ والفيزياوي والنباتي والكيمياوي البارع فهو جامع لكل هذه المهارات بكل جدارة وثقة.»

## وفاته
وتقدم بالشاعر العمر وخرج على التقاعد وعاش شيخوخةً هادئة إلى أن توفي عن عمر يناهز الثمانين عامًا في بغداد، يوم الجمعة 4 مايو (أيار) سنة 1984، ودُفن في مقبرة الشيخ معروف الكرخي إلى جانب والده الذي توفي سنة 1957، وقد نُشر خبر وفاته في جريدة الجمهورية ورثاه كثيرٌ من الشعراء.
منهم كاظم الخلف في قصيده طويله قال فيها: